# Sânmartin (Arad)
 Sânmartin (Arad) (deutsch Sanktmartin auch Aradsanktmartin, ungarisch Szentmárton) ist ein Dorf im Kreis Arad, Rumänien. Es gehört zur Gemeinde Macea.

## Geographische Lage

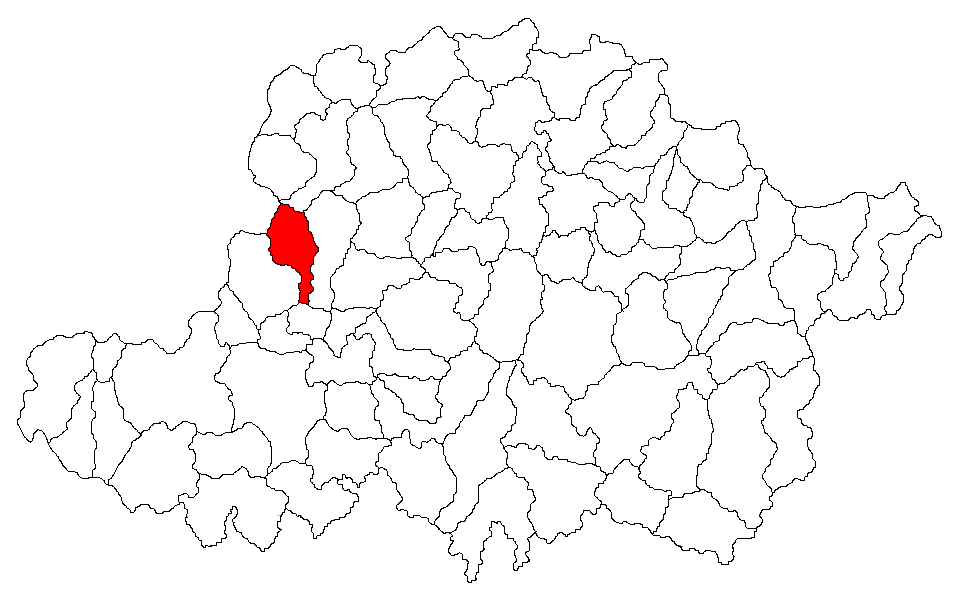
Lage der Gemeinde Macea im Kreis Arad

Sanktmartin liegt im Westen des Kreises Arad, 27 Kilometer nördlich der Kreishauptstadt Arad, unweit des Grenzübergangs Curtici, an der Grenze zu Ungarn.

## Nachbarorte
| Elek     | Pilu                                        | Chișineu-Criș |
| Kevermes | Kompassrose, die auf Nachbargemeinden zeigt | Șimand        |
| Macea    | Curtici                                     | Sântana       |

## Geschichte
In einer Urkunde von 1374 wurde der Name Zenthmarthun als Siedlung im Komitat Zaránd erstmals schriftlich erwähnt. Anfang des 18. Jahrhunderts war die Ortschaft infolge der Türkenkriege völlig zerstört. Im Jahre 1720 wurde Johann Georg Haruckern der neue Grundherr weitläufiger Ländereien, zu denen auch das Gebiet um Szent Marton gehörte. Harruckern besiedelte seine Ländereien im Jahre 1724 mit Siedlern aus Franken, der Oberpfalz, der Rheinpfalz und aus dem Schwarzwald.
Baron Franz von Harruckern übernahm nach dem Tod seines Vaters die Güter und das Amt des Obergespans. Die zweite Besiedlung von Sanktmartin wurde 1744 von Baron Franz von Harruckern durchgeführt.
Nach der Grenzverschiebung von 1920 infolge des Friedensvertrags von Trianon geriet Sanktmartin in eine ungünstige Grenzlage. Viele Bauern hatten nun einen Teil ihrer Felder in Ungarn, meist in Elek und mussten fast täglich die Grenze überqueren, was mit Schwierigkeiten verbunden war. Im September 1944 begaben sich 350 Personen vor der sich nähernden russischen Armee auf die Flucht in Richtung Westen. Die meisten ließen sich in Deutschland und Österreich nieder. Diejenigen, die nicht flüchteten, wurden 1948 enteignet, nachdem bereits im Januar 1945 alle arbeitsfähigen Männer zwischen 17 und 45 Jahren und Frauen von 18 bis 32 Jahren zur Zwangsarbeit in die Sowjetunion deportiert worden waren. In den 1960er Jahren begann die Aussiedlungswelle nach Deutschland, die sich nach der Revolution von 1989 fortsetzte.

## Kultur und Wirtschaft
Die neuen Siedler von Sanktmartin waren römisch-katholischen Glaubens. Im Jahr 1755 ließ Baron Franz von Harruckern eine Kirche erbauen, die von dem Tschanader Bischof Franz Anton Engl Graf von Wagrain 1756 zu Ehren des Heiligen Martin feierlich eingeweiht wurde. 1910 erhielt die Kirche infolge eines Anbaus ihre heutige Form.
In unmittelbarer Nähe der Kirche stand das erste Schulhaus mit zwei Klassenräumen. Im Jahr 1930 wurde gegenüber der Kirche ein neues Schulgebäude mit vier Klassenräumen errichtet. Mitte der 1960er Jahre kam noch ein Neubau mit vier Klassenräumen hinzu.
Anfangs wurde der Unterricht in deutscher Sprache abgehalten. Nach dem österreichisch-ungarischen Ausgleich von 1867 wurde die Unterrichtssprache allmählich auf die ungarische umgestellt. Ab 1907 bis zum Ersten Weltkrieg wurde ausschließlich ungarisch unterrichtet. Nach 1920 als Sanktmartin an Rumänien fiel, war die Unterrichtssprache rumänisch. Von 1940 bis 1944 ging die Schule in die Verwaltung der Deutschen Volksgruppe in Rumänien über und Deutsch wurde wieder als Unterrichtssprache eingeführt. Ab dem Schuljahr 1948/49 wurden alle konfessionellen Schulen verstaatlicht. In den staatlichen Schulen fand der Unterricht in der Muttersprache der nationalen Minderheiten statt. In den 1980er Jahren war die Allgemeinschule Sanktmartin eine der größten deutschen Schulen im Kreis Arad. Heute gibt es mangels Schüler keinen deutschen Unterricht mehr in Sanktmartin.
Die überwiegende Mehrheit der Einwohner von Sanktmartin war in der Landwirtschaft beschäftigt. Daneben entwickelte sich der Gewerbestand. Handwerker, Kaufleute, zwei Mühlen eine Holzhandlung deckten den Bedarf der Gemeindemitglieder. 1901 wurde die Konsumgenossenschaft gegründet und 1930 die Erzeuger- und Absatzgenossenschaft, die vor allem die Milchwirtschaft und die Schweinezucht ankurbelte. Ab 1938 gab es die Kreditgenossenschaft, die durch günstige Darlehen ebenfalls die Wirtschaft förderte.

## Demographie
| 1880 | 2334 | 60   | 68 | 2178 | 28  |
| 1910 | 2757 | 30   | 56 | 2602 | 69  |
| 1966 | 2612 | 330  | 11 | 2236 | 35  |
| 1977 | 2469 | 189  | 15 | 2079 | 186 |
| 1992 | 1767 | 1197 | 57 | 198  | 315 |
| 2002 | 2200 | 1734 | 61 | 74   | 331 |
| 2011 | 1888 | 1400 | 29 | 47   | 412 |